# ムアンラヨーン郡
座標: 北緯12度40分6秒 東経101度16分30秒 / 北緯12.66833度 東経101.27500度
ムアンラヨーン郡（ムアンラヨーンぐん）はタイ王国・中部にある郡（アムプー）である。ラヨーン県の県庁所在地（ムアン）でもある。

## 名称
ラヨーンとはおそらくチョーン族（モン・クメール語族）の言葉で「地域」を意味すると考えられている。

## 歴史
11世紀頃から、クメール王朝の支配下にありタムボン・チューンヌーンなどではクメール王朝時代の遺構も見つかっている。
アユタヤ王朝については、『アユタヤ王朝年代記パン・チャンタヌマート本』が言及しており、マハータンマラーチャー王の時代にアユタヤとクメールの間で戦闘が起こり多くの捕虜がラヨーンから連れて行かれた旨が記されている。
アユタヤ王朝が1767年にビルマによって壊滅させられると、アユタヤ王朝の官吏であったタークシンがラヨーンに逃亡し、ここで義勇兵を集めてビルマを破った。
もともとラヨーンは郡庁のあるタムボン・タープラドゥーにあわせ、タープラドゥー郡と呼ばれていたが、1938年、県名にあわせムアンラヨーンと改称した。

## 地理
ラヨーンはタイランド湾に面している。海にはサメット島があり、その周辺は、カオ・レームヤー＝ムーコ・サメット国立公園として自然保護されている。
交通は国道3号線（スクムウィット通り）が東西に通っており東はチャンタブリー方面西はサッタヒープと通じている。国道36号線が北西に延びておりレームチャバン方面と通じている。市西部にある市街地、マープタープットにはマープタープット港がある。

## 経済
主要な産業は農業である。ドリアン、ランブータン、パラゴムノキなどの生産が行われている。また市東部マープタープットにはマープタープット工業団地がある。

## 行政区分
ラヨーンには15のタムボンが存在し、さらにその下位に83の村（ムーバーン）が存在する。市内にはさらに4つの自治体（テーサバーン）が存在し以下のようになっている。
- テーサバーンナコーン・ラヨーン・・・タムボン・タープラドゥー、タムボン・パークナームおよび、タムボン・チューンヌーン、タムボン・ヌーンプラの一部。
- テーサバーンムアン・マープタープット・・・タムボン・マープタープット、タムボン・フワイポーンの全体およびタムボン・ヌーンプラ、タムボン・タップマーの一部、および、近隣のニコムパッタナー郡の一部。
- テーサバーンタムボン・クレーンカチェート・・・タムボン・クレーンおよびタムボン・カチェートの一部。
- テーサバーンタムボン・バーンペー・・・タムボン・ペーの一部

また、郡内には11のタムボン行政体（オンカーンボーリハーンスワンタムボン）がある。
1. タムボン・タープラドゥー・・・ตำบลท่าประดู่
2. タムボン・チューンヌーン・・・ตำบลเชิงเนิน
3. タムボン・タポン・・・ตำบลตะพง
4. タムボン・パークナーム・・・ตำบลปากน้ำ
5. タムボン・ペー・・・ตำบลเพ
6. タムボン・クレーン・・・ตำบลแกลง
7. タムボン・バーンレーン・・・ตำบลบ้านแลง
8. タムボン・ナータークワン・・・ตำบลนาตาขวัญ
9. タムボン・ヌーンプラ・・・ตำบลเนินพระ
10. タムボン・カチェート・・・ตำบลกะเฉด
11. タムボン・タップマー・・・ตำบลทับมา
12. タムボン・ナムコーク・・・ตำบลน้ำคอก
13. タムボン・フワイポーン・・・ตำบลห้วยโป่ง
14. タムボン・マープタープット・・・ตำบลมาบตาพุด
15. タムボン・サムナックトーン・・・ตำบลสำนักทอง